# Luchy Vicioso
Luchy Vicioso (Lucia Fior Daliza Vicioso Alsina; † 18. Februar 2019) war eine dominikanische Sängerin.
Vicioso trat erstmals im Alter von neun Jahren in der Fernsehsendung La hora del moro neben Rafael Solano und Manuel Troncoso auf. Schon im Folgejahr erschien ihre erste Single, und dreizehnjährig veröffentlichte sie ihre erste LP Matices mit Liedern dominikanischer Komponisten, darunter auch Rafael Solanos. Elfjährig startete sie mit María Gracia Montés Fiallo und Aida Lucía ein  eigenes Fernsehprogramm unter dem Titel  Los jueves de Luchy.
Später nahm sie an zahlreichen Gesangswettbewerben teil, so 1975 am  Festival de la Voz y la Canción de Puerto Rico, bei dem sie mit Dime que más debo dar por ti von Yaqui Núñez del Risco und René del Risco Bermúdez den Ersten Preis gewann. 1977 sang sie beim Festival der Organización de la Televisión Iberoamericana in Puerto Rico und erhielt dort den Dritten Preis. Die dominikanische Regierung verlieh ihr die Medalla al Mérito de la Mujer Dominicana. 2014 wurde sie mit dem Soberano Especial, dem Spezialpreis des Premio Soberano ausgezeichnet.